# Helena Wolińska

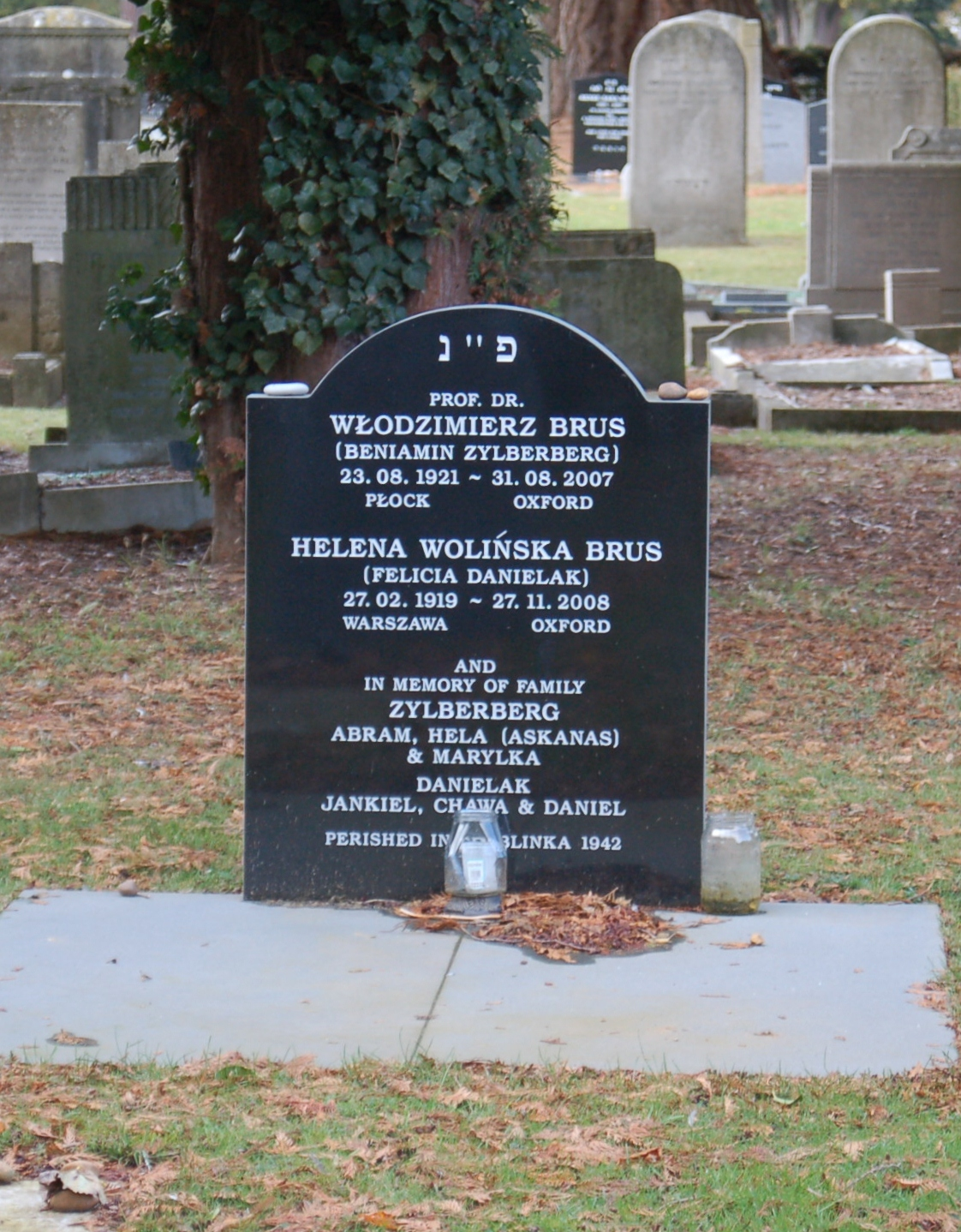
Grób Heleny Wolińskiej w kwaterze żydowskiej Cmentarz Wolvercote w Oxfordzie

Helena Wolińska-Brus, właśc. Felicja (Fajga Mindla) Danielak, ps. „Lena” (ur. 27 lutego 1919 w Warszawie, zm. 26 lub 27 listopada 2008 w Oksfordzie) – polska działaczka komunistyczna pochodzenia żydowskiego, prokurator, polityk, nauczycielka akademicka, oskarżająca w procesach politycznych okresu stalinizmu w Polsce, w tym zakończonych tzw. mordami sądowymi.

## Życiorys

### Wykształcenie i kariera w PRL
W 1936 wstąpiła do Komunistycznego Związku Młodzieży Polski. W 1938 ukończyła Prywatne Żeńskie Gimnazjum im. P. Zaksowej w Warszawie. W tym samym roku rozpoczęła studia na Wydziale Prawa Uniwersytetu Warszawskiego, które ukończyła w 1948.
Po wybuchu II wojny światowej wyjechała do Lwowa, gdzie wstąpiła do Komsomołu. W latach 1939–1940 pracowała jako kelnerka, pomoc buchaltera, goniec. W listopadzie 1941 wraz z całą rodziną rzekomo trafiła do warszawskiego getta, z którego potem uciekła. Od 1942 była członkiem PPR, następnie PZPR. Od 1 sierpnia 1942 do 31 lipca 1944 służyła w Gwardii Ludowej i Armii Ludowej, kierowała biurem Sztabu Głównego AL. Od 1 sierpnia 1944 do 31 marca 1949 szefowa Wydziału Kadr w Komendzie Głównej Milicji Obywatelskiej. Od 1 kwietnia 1949 do dnia zwolnienia ze służby – 25 listopada 1954 w Ludowym Wojsku Polskim, m.in. w Naczelnej Prokuraturze Wojskowej.
W roku 1949 w wieku 30 lat została podpułkownikiem, później zasiadała w komisji weryfikującej sędziów i prokuratorów wojskowych, w ramach fali czystek i represji w Wojsku Polskim związanych z nominacją marszałka Konstantego Rokossowskiego na ministra obrony narodowej. W latach 1950–1953 była sekretarzem Podstawowej Organizacji Partyjnej PZPR w Naczelnej Prokuraturze Wojskowej.
Doktor nauk prawnych na podstawie pracy Przerwanie ciąży w świetle prawa karnego, ogłoszonej drukiem w 1962. Pracowała w Instytucie Nauk Społecznych przy KC PZPR, od 1957 była pracownikiem naukowym Wyższej Szkoły Nauk Społecznych przy KC PZPR, skąd zwolniono ją w 1968 w trakcie czystek antysemickich po Marcu 1968. W czerwcu 1967 została wykluczona z PZPR z powodu skrytykowania antyżydowskiego przemówienia Władysława Gomułki. Wkrótce potem Wolińska wraz z mężem, prof. Włodzimierzem Brusem, wyjechała z Polski. Na początku lat 70. osiadła w Wielkiej Brytanii, gdzie została naturalizowana.

### Postępowanie karne przeciw Helenie Wolińskiej po 1990 roku
Faktyczna możliwość osądzenia zbrodni stalinowskich zaistniała dopiero po 1989, gdy w polskim prawie karnym ustawowo zdefiniowano pojęcie przestępstwa zbrodni komunistycznej, ustalono zniesienie lub zawieszenie okresu przedawnienia co do przestępstw tej kategorii i ustalono zasady ich ścigania.
W konsekwencji w 1998 Ministerstwo Sprawiedliwości Rzeczypospolitej Polskiej wystosowało do władz brytyjskich wniosek o ekstradycję Wolińskiej, zarzucając jej bezprawne pozbawienie wolności w latach 1950–1953 24 żołnierzy Armii Krajowej, w tym gen. bryg. Augusta Emila Fieldorfa „Nila” (21 listopada 1950 wydała postanowienie o tymczasowym aresztowaniu Fieldorfa i nadzorowała prowadzone przeciwko niemu śledztwo). Wniosek ekstradycyjny został odrzucony przez Brytyjczyków w 2006 z uzasadnieniem, iż Wolińska została naturalizowana w Wielkiej Brytanii jak repatriant-bezpaństwowiec, ofiara czystek etnicznych, a w chwili wyjazdu władze PRL wydały jej tzw. dokument podróżny, stwierdzający, że nie jest obywatelką polską. Oskarżona stwierdziła, że przedstawione jej zarzuty mają charakter polityczny i antysemicki, zaś w Polsce nie może w konsekwencji oczekiwać sprawiedliwego sądu. Nie przyznawała się do zarzucanych jej czynów.

### Ostatnie lata
W styczniu 2002 posłowie Samoobrony RP oraz Ligi Polskich Rodzin złożyli projekt uchwały Sejmu w sprawie ścigania przebywających za granicą funkcjonariuszy Urzędu Bezpieczeństwa, Informacji Wojskowej, stalinowskiego sądownictwa i prokuratury za zbrodnie popełnione w latach 1944–1956, w uzasadnieniu którego wyrażono postulat pociągnięcia do odpowiedzialności m.in. Heleny Wolińskiej. Wojskowe Biuro Emerytalne zaprzestało od stycznia 2006 wypłacania emerytury specjalnej (ok. 1500 zł). Powołało się na formalne uchybienia popełnione przy jej przyznaniu – brak odpowiedniego stażu w LWP – nie 15 wymaganych lat, a 14 lat, jeden miesiąc i 25 dni.
W 2007 prokurator IPN wystąpił z wnioskiem o wydanie europejskiego nakazu aresztowania (ENA) wobec przebywającej w Wielkiej Brytanii Heleny Wolińskiej. 20 listopada 2007 Wojskowy Sąd Okręgowy w Warszawie na wniosek prokuratora IPN wydał taki nakaz.
Helena Wolińska postanowienie polskiego sądu określiła w wywiadzie dla brytyjskiego „The Guardian” jako „cyrk”. Do powyższego odniósł się Władysław Bartoszewski:

Podpis ppłk Wolińskiej figuruje na moim akcie oskarżenia czerwonym ołówkiem. Zatwierdzając akt oskarżenia wobec mnie wiedziała, że jestem współzałożycielem Żegoty (Rady Pomocy Żydom). Jestem przykładem, że tłumaczenia pewnych ludzi wokół Wolińskiej i jej samej, że trwa wokół niej jakaś antysemicka akcja, są bzdurą.

Według Władysława Bartoszewskiego obwinianie rządu RP o politycznie inspirowaną akcję przeciwko Wolińskiej nie ma sensu, ponieważ o jej ekstradycję w przeszłości zabiegały także poprzednie polskie rządy.

## Odznaczenia
W 2006 prezydent RP Lech Kaczyński pozbawił ją Krzyża Kawalerskiego Orderu Odrodzenia Polski przyznanego 10 października 1945 i Krzyża Komandorskiego Orderu Odrodzenia Polski przyznanego 19 lipca 1954. Wolińska była także odznaczona Złotym Krzyżem Zasługi, przyznanym uchwałą Prezydium Krajowej Rady Narodowej z dnia 4 października 1946. W 1967 odznaczona Złotą Złotą odznaką honorową „Za Zasługi dla Warszawy” (1967).

## Życie prywatne
Nazwisko Brus nosiła po pierwszym i zarazem trzecim mężu, profesorze ekonomii Włodzimierzu Brusie (drugim jej mężem w latach 1942–1956 był działacz państwowy i partyjny Franciszek Jóźwiak).
Przez całe życie blisko przyjaźniła się z profesorem Leszkiem Kołakowskim, który był jedną z dziesięciu osób obecnych na jej utajnionym pogrzebie.
Rozmowy z Wolińską zainspirowały reżysera Pawła Pawlikowskiego do stworzenia postaci byłej stalinowskiej prokurator Wandy Gruz w oscarowym filmie Ida.